# The Monster Squad
The Monster Squad is een Amerikaanse komische film uit 1987.

## Rolverdeling
| Acteur             | Personage    |
| ------------------ | ------------ |
| Stephen Macht      |              |
| Tom Noonan         | Frankenstein |
| Duncan Regehr      |              |
| Leonardo Cimino    |              |
| Stan Shaw          |              |
| Jack Gwillim       |              |
| Ryan Lambert       |              |
| Andre Gower        |              |
| Jon Gries          |              |
| Michael Faustino   |              |
| Robby Kiger        |              |
| Mary Ellen Trainor |              |
| Brent Chalem       |              |